# Anastasiévsko-Troïtskoïé
Le champ d'Anastasiévsko-Troïtskoïé (russe : Анастасиевско-Троицкое) est un champ de pétrole et de gaz à condensat situé en Russie, dans le kraï de Krasnodar, dans les districts de Slavyanskyi et de Krymskyi, et appartient à la province pétrolière et gazière du Caucase du Nord-Mangyshlak. Il a été découvert en 1953.
En 1955-1956, des travaux ont été entrepris pour organiser la production de pétrole et de gaz à l'échelle industrielle dans la zone de la plaine d'inondation du delta du fleuve Kouban, dans les régions de Troïtskaïa et d'Anastasiévskaïa : la construction de canaux de drainage, de routes pavées, de lignes de transport d'électricité et d'installations sociales et communautaires a été lancée. La zone du champ est divisée en deux parties : Troïtskaïa au sud-est et Anastasiévskoskaïa au nord-ouest. Le champ est multicouche, avec une large gamme stratigraphique de couches porteuses de pétrole et de gaz, ce qui en fait le plus grand de la Pré-Caucasie occidentale. Tous les gisements de pétrole et de gaz du champ d'Anastasiévsko-Troïtskoïé sont localisés dans des réservoirs de sable et de siltite. La production de pétrole du champ représente environ 40 % de la production totale de la région de Krasnodar. Les réservoirs ont de bonnes propriétés de capacité de filtration et sont suffisamment poreux, avec une bonne perméabilité à partir de laquelle il est rentable d'extraire le fluide. 
Le pétrole extrait de ce puits sert notamment à la fabrication de kérosène utilisé dans l'aéronautique, ainsi que l'aérospatial, dont le kérosène T-1, propulsant les lanceurs soviétiques, puis russes, Soyouz. Le pétrole est transformé dans la raffinerie de Krasnodarèconetft (ru) (russe : Краснодарэконефть), seul producteur de ce grade de kérosène au monde,.